# Johann Dettloff Prochnow
Johann Dettloff Prochnow (* 24. Februar 1814 in Lassan; † 17. Oktober 1888 in Berlin) war ein deutscher evangelischer Pfarrer und Missionar.

## Leben
Als Sohn eines Schuhmachermeisters geboren, besuchte Prochnow die Stadtschule Lassan, eine Pension in Groß-Bünzow bei Anklam sowie das Gymnasium in Friedland und das Gymnasium in Greifswald, bevor er ab 1833 Evangelische Theologie und Philosophie in Greifswald, Halle und Berlin studierte. In Greifswald absolvierte er 1834 seine einjährige Militärpflicht im ersten Landwehraufgebot. Während seines Studiums wurde er 1834 Mitglied des burschenschaftlichen Lesekränzchens, der burschenschaftlichen Gesellschaft der Volksfreunde und des burschenschaftlichen Waffenklubs. Ab Juli 1837 als Hauslehrer beim Landrat Baron von Maltzahn in Rothenmoor bei Waren tätig. Nebenbei bereitete er sich auf seine theologischen Prüfungen vor, wurde jedoch Ende 1837 wegen seiner Mitgliedschaft in burschenschaftlichen Verbindungen verhaftet und im Januar 1838 in die Berliner Hausvogtei in Untersuchungshaft gebracht. Trotz Bitten von Maltzahns wurde er wegen Fluchtgefahr nicht aus der Haft entlassen. Im Dezember 1838 wurde er wegen der Teilnahme an einer politischen Studentenverbindung zu neun Monaten Gefängnis und Amtsunfähigkeit verurteilt. Diese verbüßte er zuerst in der Berliner Hausvogtei, dann im Stadtgefängnis von Lassan.
Johannes Evangelista Goßner setzte sich für seine Freilassung ein und segnete Prochnow nach dessen Freilassung 1840 als Missionar ein. Prochnow ging im gleichen Jahr für die Goßnersche Mission nach Bengalen und war bis 1843 in Haipore, Chuprah und Benares tätig. Der Bischof der Anglikanischen Kirche in Kalkutta ordinierte ihn im Sommer 1843 nach einem Examen zum Diakon, 1844 nach einem weiteren Examen zum Presbyter. Prochnow war als Missionar für die Church Missionary Society bis 1851 in Kotgur im Himalaya tätig. Wegen eines Augenleidens hielt er sich zwischen 1851 und 1853 in Deutschland auf. Während dieser Zeit erhielt er das Diplom eines Doktor der Philosophie. Im Anschluss war er wieder bis 1858 als Missionar in Kotgur tätig. Wegen der Krankheit seiner Frau kehrte er 1858 endgültig nach Deutschland zurück. In der Goßnerschen Missionsgesellschaft wurde er Sekretär und nach dem Tod Goßners Leiter der Gesellschaft in Berlin. Im von der Goßnerschen Stiftung betriebenen Berliner Elisabeth-Krankenhaus war er als Hausgeistlicher und Anstaltsprediger tätig. Ab 1858 gab er kirchliche Zeitschriften heraus. Prochnow engagierte sich in der englischen Sonntagsschul-Union, an deren Kongressen er regelmäßig teilnahm. 1885 gründete er den Deutschen Sonntags-Schul-Verein, dessen Vorsitz er übernahm. 1859 erhielt er seine Anstellungsfähigkeit für das geistliche Amt wieder. 1867 wurde er Erster Pfarrer der St. Johannis-Moabit-Gemeinde in Berlin-Moabit. Dort arbeitete er bis 1888 als ihn eine schwere Krankheit ereilte.

## Veröffentlichungen (Auswahl)
- Anfangsgründe einer Grammatik der hindustanischen Sprache. Berlin 1852.
- Johannes Evangelist Gossner: Eine biographische Skizze nebst Uebersicht der Gossenerschen Missionsthätigkeit. Berlin 1859.
- Achtzehn Jahre in Ostindien: Vortrag, gehalten auf Veranlassung des Evangelischen Vereins am 17. Januar 1859. Berlin 1859.
- Der Bawa, oder Vertheidigung der christlichen Lehre gegen die Angriffe gelehrter Hindus, wie Sie von Missionaren in Bombay öffentlich gehalten worden. Aus dem Englischen mit Erklärungen und Holzschnitten, und einer Uebersicht der Hindu-Mythologie. Berlin 1860.
- Missiongeschichten für Kinder. Zwölf Erzählungen aus der Heidenwelt. Berlin 1860.
- Leben und Wirken von Johann Jakob Weitbrecht, weiland Missionar der engl. kirchlichen Missions-Gesellschaft zu Burdwan in Bengalen. Berlin 1861.
- Missiongeschichten fuü Kinder. Zwölf Erzählungen aus der Heidenwelt. Band 2, Berlin 1862.
- Ebenezer. Denkstein einer fünfundzwanzigjährigen Missionsthätigkeit. Aus gedruckten Berichten und ungedruckten Briefen zusammengestellt. Berlin 1862.
- Pastor Gossner; his life, labours, and persecutions ... London 1862.
- Bibelwegweiser, oder Anweisung zu einem gesegneten Bibellesen fu¨r Familien und Schulen, den Lehrern und Lehrerinnen der Sontagsschulen dargereicht. Berlin 1870.

als Herausgeber der Zeitschriften:
- Die Biene auf dem Missionsfelde. Ab 1858.
- Die kleine Biene. Ab 1861.
- Der christliche Hausfreund. Ab 1864.
- Die Sonntags-Schule. Eine illustrierte Kinderzeitung. Ab 1864.
- Das Echo aus der Heimat und Fremde. 1864–1877.
- Der Sonntagsschulfreund. Ab 1878.